# برنت‌وود (لس آنجلس)
برنت‌وود (به انگلیسی: Brentwood) یک منطقهٔ مسکونی در ایالات متحده آمریکا است که در لس آنجلس واقع شده‌است. برنت‌وود ۹۶٫۰۱ متر بالاتر از سطح دریا واقع شده‌است.